# Simon Ter-Petrosjan
Simon Arszakowicz Ter-Petrosjan, pseud. Kamo (orm. Սիմոն Արշակի Տեր-Պետրոսյան, ros. Симо́н Арша́кович Тер-Петрося́н (Камо), ur. 27 maja 1882 w Gori, zm. 14 lipca 1922 w Tbilisi) – ormiański rewolucjonista, bolszewik.
Syn handlowca, od 1901 działacz SDPRR, po rozłamie w partii związany z frakcją bolszewików. Rozpowszechniał nielegalną literaturę komunistyczną w Tbilisi, Baku, Batumi, Kutaisi i innych miastach, organizator podziemnych drukarni. W listopadzie 1903 aresztowany, we wrześniu 1904 zbiegł z więzienia, 1905 brał udział w organizowaniu bojówek partyjnych, w grudniu 1905 uczestniczył w demonstracji w Tbilisi i walkach z Kozakami, aresztowany, po ucieczce w marcu 1906 udał się do Petersburga, gdzie poznał Lenina, na polecenie którego wyjechał za granicę w celu zdobycia broni i przewiezienia jej do Rosji. W listopadzie 1907 aresztowany w Berlinie przez niemiecką policję, w grudniu 1909 został wydany rosyjskiej policji, więziony do 15 sierpnia 1911, gdy udało mu się zbiec. Wyjechał do Paryża, skąd na polecenie Lenina wysyłał do Rosji literaturę partyjną, 1912 wrócił do Rosji, po czym został aresztowany i skazany na śmierć, 1913 w wyniku amnestii z okazji 300-lecia panowania dynastii Romanowów karę zmieniono mu na 20 lat katorgi; wyrok odbywał w Charkowie. W marcu 1917 uwolniony, 8 stycznia 1918 przywiózł do Tbilisi listy Lenina i postanowienie Rady Komisarzy Ludowych RFSRR o mianowaniu Stepana Szaumiana tymczasowym nadzwyczajnym komisarzem Kaukazu. Latem 1919 Lenin polecił mu organizowanie oddziałów partyzanckich pod Kurskiem i Orłem, później na tyłach "białych" wojsk gen. Denikina na Froncie Południowym, w styczniu 1920 na krótko aresztowany w Tbilisi przez mienszewickie władze, w kwietniu 1920 brał udział w przygotowywaniu zbrojnego powstania bolszewików w Baku, od maja 1920 studiował w moskiewskiej Akademii Wojskowej. Zginął w wypadku drogowym w Tbilisi, gdy jadąc na rowerze wpadł pod ciężarówkę.
W latach 1959–1996 na jego cześć obecne miasto Gawarr w Armenii nosiło nazwę Kamo.